# Ji-Paraná Futebol Clube
Ji-Paraná Futebol Clube é um clube brasileiro de futebol sediado na cidade de Ji-Paraná, no estado de Rondônia. Suas cores são azul e branco.
É o maior vencedor do campeonato estadual, após a adoção do profissionalismo em Rondônia, no ano de 1991.

## História
O Ji-Paraná foi fundado no dia 22 de abril de 1991. Logo em seus dois primeiros anos de existência, o Ji-Paraná conquistou 2 títulos do Campeonato Rondoniense. Arapongas, Joélson, Cezar, Jaú, Oliveira, Cebola, Anísio, Lindomar,Sávio, Ademirzinho, Gersinho, Fábio, Da Costa e Itamar são jogadores que fizeram parte da primeira e segunda conquistas. Os técnicos da primeira conquista foram Toninho Pastor e Toninho Funari, que assumiu na fase final do primeiro estadual.

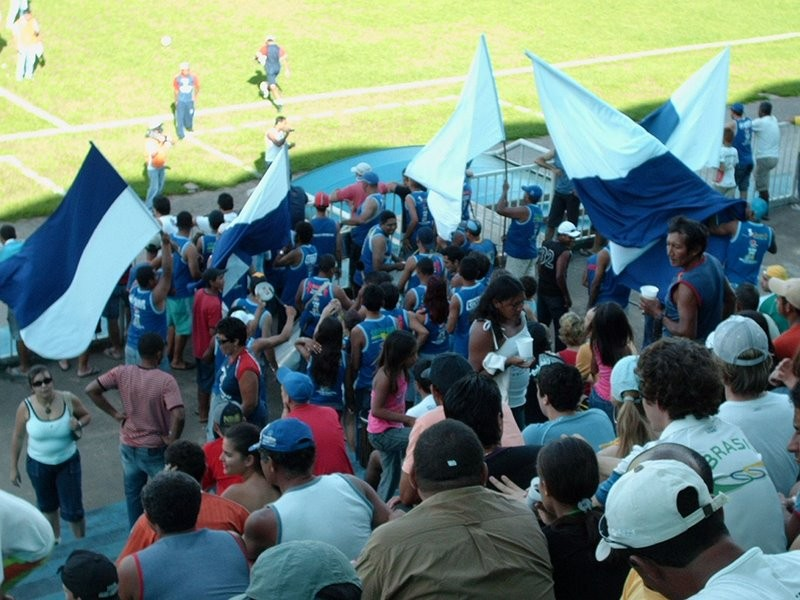
Torcida Organizada do Ji-Paraná, a Mancha Azul

Em 2007, o Ji-Paraná fez péssima campanha no campeonato estadual e acabou sendo rebaixado para a segunda divisão estadual. Em outubro do mesmo ano, o clube criou o Departamento de futebol de salão.
Em 2009, a equipe chegou a final do Campeonato Rondoniense de Futebol - Segunda Divisão onde chegou a vencer o Moto Esporte Clube por 2x0. Mas um motim de jogadores fez com que a equipe não comparecesse ao jogo final, perdendo sua vaga de acesso e sendo punido com a exclusão de competições promovidas pela FFER no ano posterior.
Em 2010 o clube investiu no futebol da base, participou pela primeira vez do Campeonato Rondoniense Sub-18, onde conquistou o título e garantiu vaga na Copa São Paulo de Futebol Júnior de 2011.
Em 2011, foi eliminado na fase de grupos da Copa São Paulo. Entretanto, voltou a ser campeão sub-18, se tornando a primeira equipe a vencer duas edições seguidas do torneio e garantiu vaga na Copa São Paulo de 2012. A equipe profissional do Ji-Paraná também voltou a ser reativada, fazendo uma campanha impecável no Campeonato Rondoniense da Segunda Divisão, se sagrando campeã de forma invicta, e garantindo o acesso à elite do futebol rondoniense.
Em 2012, após onze anos, sem conquista de títulos da divisão principal de Rondônia, conquista seu nono título estadual.

## Torcidas
- Torcida Mancha Azul - uma das primeiras torcidas organizadas do time, foi fundada em 10 de fevereiro de 1992. a Mancha é considerada a primeira torcida organizada do time.[14]
- Torcida Galo Azul - fundada em 10 de Fevereiro de 2018, fez sua primeira participação na abertura do Campeonato Rondoniense do mesmo ano. segundo os organizadores o nome escolhido faz referência ao apelido que o time tem, pois o Ji-Paraná sempre foi conhecido como ‘Galo da BR’, e pelo fato de a cor predominante tanto da bandeira quanto do uniforme ser azul, e optaram nomear a torcida de ‘Galo Azul’.[15]

## Categorias de base
Criada em 2008, as categorias de base do Ji-Paraná Futebol Clube têm, além da de revelar atletas para a equipe principal, a finalidade de participar da Copa São Paulo de Juniores.

## Mascote
O Mascote do Ji-Paraná é o Galo, chamado pela torcida de "Galo da BR", que também é o apelido do time e foi utilizado pela primeira vez no estádio, no jogo contra Ferroviário de Porto Velho, em 21 de abril de 1991. O nome do galo presente ao campo de futebol era: Reco-Reco. Dos mascotes vivos, o time teve os galos: Reco-Reco, Azeitona, Sabino, Pepino, Diogo, Sabugo, Cheiroso, Repugo, Melozo, Tissika e Marambaia.

## Rivalidades
O Ji-Paraná rivalizava com a Sport Club Ulbra Ji-Paraná (chamado de clássico "Derby") e Vilhena Esporte Clube . mas com a extinção dos rivais o ,mantém somente uma rivalidade maior com Sociedade Esportiva União Cacoalense, no "Clássico da BR", que começou no início dos anos 2000.

## Títulos
| ESTADUAIS | ESTADUAIS                                | ESTADUAIS | ESTADUAIS                                             |
|           | Competição                               | Títulos   | Temporadas                                            |
|           | Campeonato Rondoniense                   | 9         | 1991, 1992, 1995, 1996, 1997, 1998, 1999, 2001 e 2012 |
|           | Campeonato Rondoniense - Segunda Divisão | 1         | 2011                                                  |
|           | Campeonato Rondoniense - Sub-20          | 4         | 2010, 2011, 2013 e 2017                               |
|           | Taça Rondônia Eucatur                    | 1         | 2001                                                  |
| --------- | ---------------------------------------- | --------- | ----------------------------------------------------- |

 Campeão invicto

### Campanhas de destaque
- Vice-Campeonato Rondoniense: 5 vezes (1994, 2004, 2005, 2019 e 2023).
- Vice-Campeonato Rondoniense - Segunda Divisão: 2 vezes (2009 e 2022).
- Terceiro Lugar na Copa Norte de Futebol: 2 vezes (1997 e 2002).

### Outras conquistas
- Taça Rondônia Eucatur de Futebol: 2001

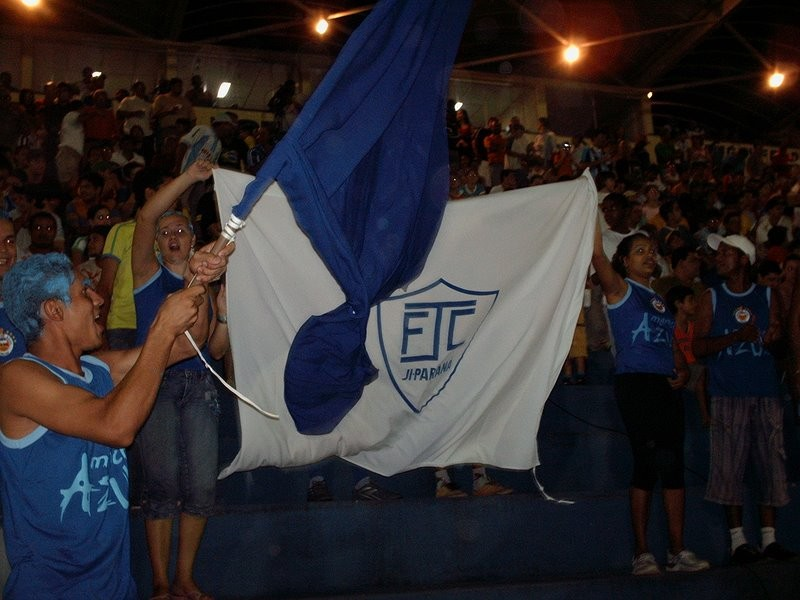
Torcida Mancha Azul

## Estatísticas

### Participações
|  | Participações em 2025 |

| Competição | Competição             | Temporadas | Melhor campanha     | Estreia | Última | P | R |
| Rondônia   | Campeonato Rondoniense | 29         | Campeão (9 vezes)   | 1991    | 2025   |   | 2 |
| Rondônia   | Segunda Divisão        | 3          | Campeão (2011)      | 2008    | 2022   | 2 |   |
|            | Copa Verde             | 1          | 1ª fase (2020)      | 2020    | 2020   |   |   |
| Brasil     | Série C                | 8          | 7º colocado (1995)  | 1992    | 2005   | – | – |
| Brasil     | Série D                | 1          | 45º colocado (2020) | 2020    | 2020   | – |   |
| Brasil     | Copa do Brasil         | 10         | 2ª fase (2000)      | 1992    | 2024   |   |   |

## Ranking

### Ranking da CBF
Ranking da CBF atualizado em janeiro de 2023
- Posição: 185ª
- Pontuação: 153 [23]

Ranking criado pela Confederação Brasileira de Futebol para pontuar todos os clubes do Brasil.

### Ranking regional e estadual
- Região Norte: Não informado
- Estadual: 5ª
- Nacional: 185ª